# Anna Grabka
Anna Grabka (* 1961 in Stettin) ist eine polnische Ballerina, Ballettmeisterin und Choreografin. 

## Leben
Grabka erhielt im Alter von sechs Jahren den ersten Ballettunterricht, mit 10 Jahren kam sie an die National Ballet School in Warschau und debütierte mit 11 Jahren in der Rolle der Klara am Warschauer Nationaltheater Teatr Wielki in Der Nussknacker. Von 1980 bis 1985 war sie Solotänzerin im Ballett des Nationaltheaters in Warschau. Während dieser Zeit schloss sie eine Ausbildung in Ballettpädagogik an der Fryderyk-Chopin-Musikakademie Warschau ab, wo sie nach fünfjährigem Studium eine Magisterarbeit in Tanzpädagogik anfertigte (Die Übungen aus den Bereichen Beckenboden-Gymnastik, Yoga, Stretching, Pilates, Barre à terre zur Wiedererlangung von Form und Kondition der klassischen Tänzerin nach der Entbindung). 
Von 1985 bis 2001 arbeitete Anna Grabka als erste Solistin mit dem Hamburger Ballett der Hamburgischen Staatsoper unter der Leitung von John Neumeier. Ab 2001 war sie als Gast-Solotänzerin und Ballettmeisterin beim Hamburger Ballett tätig. 
Neben der praktischen Tätigkeit als Ballettmeisterin ist Grabka auch wissenschaftlich tätig. Seit dem Jahre 2000 ist sie auch als Gastdozentin an der Musikakademie in Warschau. Seit Anfang 2007 arbeitet sie als Ballettmeisterin und Repetitorin beim Royal Swedish Ballet. 
Als Gastpädagogin unterrichtet sie bei verschiedenen Ballettgruppen in der EU, u. a. bei Royal Swedish Ballett, English National Ballet, Bayerische Staatsoper, Northern Ballet Theatre, Tanz-Kompanie Stefan Thoss, Finnish National Ballet, Het National und Gotheborg Oper.
Anna Grabka ist geschieden und hat zwei Kinder.